# 愛媛維新の会
愛媛維新の会（えひめいしんのかい）は、愛媛県に基盤を置く日本の政治団体（地域政党）および愛媛県議会の会派の名称。

## 沿革
「愛媛維新の会」は2011年4月の第17回統一地方選挙後、中村時広愛媛県知事を支持する院内会派「維新の会」所属の愛媛県議会議員3人で結成された。代表には県議の横田弘之が就任した。2012年1月11日に愛媛県選挙管理委員会に政治団体「愛媛維新の会」の設立を届け出た。橋下徹大阪市長率いる大阪維新の会と連携し、地方分権を推進することを目指していた。なお、県政では中村と松山市長野志克仁を支持しており、特に中村とは近しい関係にある。
同年2月、同じ愛媛県で活動する地域政党の松山維新の会（松山市議会に13議席）と西予維新の会（西予市議会に7議席）と地方分権・行財政改革などの政策に関して基本政策協定を締結した。
2012年9月に大阪維新の会を母体とし結成された日本維新の会（代表：橋下徹）に松山維新と共に傘下入りすることを表明した。日本維新の会が掲げる維新八策を支持し、次期国政選挙では日本維新の会の選挙協力を行うとしていた。しかし、党本部のトップダウン的な手法による運営に反発して、2013年5月には松山維新の会、西予維新の会と同じく日本維新の会愛媛県総支部へ不参加を表明する。2014年総選挙では、日本維新の会の分党により無所属での活動をしている愛媛2区の現職西岡新を推薦した。なお、同選挙区で維新の党の新人が出馬したことを受け、代表の横田は「事前に何の相談も情報もなく（維新の党とは）無関係」とし、連携を否定した。
2015年統一地方選では、現職5人が全員当選し、自民党に次ぐ第2会派を維持した。2019年統一地方選後は7名の会派勢力となった。
2020年には代表が横田から越智忍に交代した。2021年2月に横田は政治団体「愛媛維新の会」から離脱し（会派の愛媛維新には残留）、自由民主党に復党した。
2023年統一地方選では1名減の4人が当選した。

## 略歴
- 2011年（平成23年）5月 - 愛媛県議会で院内会派「維新の会」を結成した[14]。
- 2012年（平成24年）1月11日 - 政治団体「愛媛維新の会」を設立した。
- 2012年2月 - 松山維新の会と西予維新の会との間で基本政策協定を締結した。
- 2012年9月11日 - 梶谷大県議が入会。所属議員は1名増え計4名になる。
- 2012年9月12日 - 日本維新の会の傘下に入ることを正式表明した。
- 2012年10月30日 - 自民党を離党した愛媛県議会の古川拓哉県議が入会。これにより県内の衆議院4選挙区全てに県議がそろった。
- 2013年（平成25年）5月 - 日本維新の会愛媛県総支部へ不参加を表明。日本維新の会の傘下から離脱。

## 所属議員
- 横田弘之 - 初代代表。初期メンバー
- 越智忍 - 2代目代表。元今治市長
- 兵頭竜
- 梶谷大治 - 2012年9月、自民党を離党し合流[1]
- 塩出崇

### 以前所属していた議員
- 石井智恵（現：衆議院議員）
- 古川拓哉（現：新居浜市長）

## 政策
- 中央集権からの脱皮と地域の自立を目指している[1]。
- 代表の横田は、2012年2月県議会の一般質問で、「自衛隊がわが国の平和と安全を守り、国土を確保し、わが国の独立をみずから守るため」に「憲法の改正をはじめ自衛隊法の整備など」を「一日も早く進めなくてはならない」と述べた[1]。
- 横田は同年2月議会で、消費税増税について「国民に負担を求める以外にない」と述べた[1]。
- 所属県議の梶谷は2012年6月県議会で、「安定した電力供給を維持するために、原発の再起動を速やかに進めるべきではないか」と主張した[1]。
- 環太平洋パートナーシップ協定（TPP）参加に賛成[1]。